# Hilaira tuberculifera
Hilaira tuberculifera là một loài nhện trong họ Linyphiidae.
Loài này thuộc chi Hilaira. Hilaira tuberculifera được miêu tả năm 1995 bởi Sha & Zhu.